# アルフレッド・E・モントゴメリー
アルフレッド・ユージン・モントゴメリー（Alfred Eugene Montgomery, 1891年6月12日 - 1961年12月15日）は、アメリカ合衆国の海軍軍人。最終階級は海軍中将。「ピート」マーク・ミッチャー（海軍兵学校（アナポリス）1910年組）やジョン・S・マケイン・シニア（アナポリス1906年組）などの将星の指揮下において、航空畑の古参士官として高速空母任務部隊の創成期から任務部隊司令官を務めた将官の一人。
アナポリスを卒業後、当初は潜水艦畑を歩み、1914年11月1日からは潜水艦F-1（USS F-1, SS-20）の艦長を務め、1917年12月17日にF-1が衝突事故で沈没するまで務めた。1920年代以降は航空に転科し、1922年6月にパイロット免許を取得。偵察隊と雷撃隊の指揮官を務めたのち、1936年11月から1938年6月までは空母「レンジャー」（USS Ranger, CV-4）の副長、次いで1940年6月から1941年6月には艦長を務めた。1941年6月からは大西洋艦隊で航空参謀となり、1941年12月からの太平洋戦争では中期以降から高速空母任務部隊の司令官を務める。空母任務部隊司令官としてはギルバート・マーシャル諸島の戦いとラバウル空襲、マリアナ沖海戦、フィリピンの戦いなどに参加。戦争終結後は第5艦隊と第1艦隊の司令長官となった。

## 生涯

### 前半生から潜水艦畑
アルフレッド・ユージン・モントゴメリーは1891年6月12日、ネブラスカ州オマハにおいて父ユージーン・モントゴメリーのと母ジュリア・スミス・モントゴメリーのもとに生まれる。オマハとマサチューセッツ州ブルックラインのブルックライン・ハイスクールで教育を受けたのち、ネブラスカ州からの推薦を受けて1908年にアナポリスに入学。モントゴメリーは1912年6月8日にアナポリスを卒業した。卒業年次から「アナポリス1912年組」と呼称されたこの世代からはアメリカ海軍作戦部長を務めたルイス・デンフェルド、潜水艦部隊を指揮したチャールズ・A・ロックウッド、太平洋艦隊参謀長を務めた「ソック」チャールズ・マクモリス、ビラ・スタンモーア夜戦とブーゲンビル島沖海戦の覇者アーロン・S・メリル、ルンガ沖夜戦で一敗地にまみれたカールトン・H・ライトらがいる。
アナポリス卒業後、モントゴメリーは士官候補生となって戦艦「バージニア」（USS Virginia, BB-13）に配属される。続いてロードアイランド州ニューポートの海軍訓練所に移り、練習艦「コンステレーション」で船内教官となる。1914年に少尉に任官し、1914年2月から1915年7月の間にかけて防護巡洋艦「タコマ」（USS Tacoma, PG-32）配属を経て軽巡洋艦「チェスター」（USS Chester, CL-1）と戦艦「コネチカット」（USS Connecticut, BB-18）乗組みとしてアメリカ＝メキシコ国境紛争に参加した。
1915年7月、モントゴメリーは潜水部隊勤務を命じられ、モニター艦「トノパー」（USS Tonopah, BM-8）での訓練ののち、潜水艦E-1（USS E-1, SS-24）の副長となった。これより前の1914年11月、モントゴメリーはメア・アイランド海軍造船所で整備中の潜水艦F-1を見る機会があり、1917年6月にそのF-1の艦長となる。しかし、1917年12月17日にF-1は僚艦F-3（USS F-3, SS-22）と衝突事故を起こして沈没。モントゴメリーは辛くも救助されたが、19名の乗員が失われた。生還したモントゴメリーはユニオン造船所で建造中の潜水艦R-20（USS R-20, SS-97）の初代艦長に内定し、R-20は1918年10月26日にモントゴメリーの指揮下で就役した。R-20での職務を終えたあと、1920年10月からはR-20と同じユニオン鉄工所で建造中であった潜水艦S-32（USS S-32, SS-137）の建造監督官を、S-32が艤装のためにメア・アイランド海軍造船所に回航される1921年1月まで務めた。

### 航空畑
1922年1月、モントゴメリーは航空を志願してフロリダ州ペンサコーラの海軍飛行学校入学し、6月8日にパイロット免許を取得した。航空士官となったモントゴメリーは第2偵察群（VO-2）の副長に就任し、敷設艦「アローストック」（USS Aroostook, CM-3）を母艦として偵察行動に任じた。1923年には第1偵察群（VO-1）と第6偵察群（VO-6）の指令を兼任し、水上機母艦「ライト」（USS Wright, AV-1）艦長ウォルター・R・ジェラルディ大佐の副長を務めつつ、短期間ながら偵察艦隊の航空隊の指揮を執ったあと、第1雷爆撃機隊（VT-1）司令に就任した。1925年、モントゴメリーはサンディエゴ海軍航空基地に整備監督として赴任するが、翌1926年には空母「ラングレー」（USS Langley, CV-1）航空隊長となって海上勤務に戻り、1929年7月には空母「サラトガ」（USS Saratoga, CV-3）所属の第2雷爆撃機隊（VT-2）司令となった。
1930年8月から1932年5月の間は再び陸上勤務となり、シアトル海軍航空基地に着任。1932年7月からは偵察艦隊航空担当士官となり、旗艦を務めていた重巡洋艦「シカゴ」（USS Chicago, CA-29）に乗艦。偵察艦隊での勤務を終えたあとはワシントンD.C.入りし、海軍作戦部や海軍省のオフィスにおいて航空や艦船部門の課長を務めた。1934年7月からはアナコスティアのアナコスティア海軍航空基地に1936年2月まで勤務した。アナコスティアでの勤務を終えたあとは再度海上勤務に移り、戦闘艦隊司令長官ヘンリー・V・バトラー少将のもとで航空隊司令を務め、バトラーの後任であるフレデリック・J・ホーン少将（アナポリス1899年組）のもとでも同じ任務に就いた。1936年11月、モントゴメリーは「レンジャー」に副長として着任し、1938年6月まで乗艦。その後は1938年7月から1939年7月の間、再度のサンディエゴ海軍航空基地勤務となった。

### 第二次世界大戦
1939年7月、モントゴメリーはアメリカ海軍航空局勤務となって航空部長となる。1940年6月までその職を務めたあと、「レンジャー」艦長となった。1941年6月からは大西洋艦隊艦隊司令長官アーサー・B・クック少将のもとで航空担当補佐官となり、1941年12月7日の真珠湾攻撃によるアメリカの第二次世界大戦参戦をこのポジションで迎えた。参戦後しばらくの間は、大西洋におけるドイツのUボート狩りに専念した。
1942年5月にモントゴメリーは少将に昇進。翌6月からはテキサス州コーパスクリスティのコーパスクリスティ海軍航空基地司令官となる。コーパスクリスティ海軍航空基地は11月から海軍航空訓練センターとなるが、任務が評価されて最初のレジオン・オブ・メリットが授与された。

#### 空母任務群司令官・1943
1943年半ばに入ってモントゴメリーは太平洋戦線に出動することとなった。新鋭空母「エセックス」（USS Essex, CV-9）に将旗を掲げ、第12空母任務群司令官として高速空母任務部隊司令官チャールズ・A・パウナル少将（アナポリス1910年組）の指揮下で活動を開始。モントゴメリーの第12空母任務群は他の艦艇を加えて第14任務部隊と称され、第14任務部隊は10月5日から10月7日までの間、日本軍の占領下にあったウェーク島を爆撃した。11月に入り、ギルバート諸島攻略のガルヴァニック作戦が差し迫ると、第5艦隊司令長官レイモンド・スプルーアンス中将（アナポリス1907年組）はパウナル直卒の第15任務部隊、モントゴメリーが率いていた第14任務部隊を第50任務部隊として再編成し、第50.1任務群をパウナルが直接率い、第50.2任務群をアーサー・W・ラドフォード少将（アナポリス1916年組）、モントゴメリーに第50.3任務群を、そして「テッド」フレデリック・C・シャーマン少将（アナポリス1910年組）が第50.4任務群を率いる体制に改められた。
その頃、ソロモン諸島の戦いはブーゲンビル島の戦いを目前にしており、南太平洋軍司令長官ウィリアム・ハルゼー大将（アナポリス1904年組）は空母を欲していた。しかし、空母はその多くがガルヴァニック作戦に充てられ、テッド・シャーマンが率いる「サラトガ」と新鋭の「プリンストン」（USS Princeton, CVL-23）のみが当面差し向けられることとなった。テッド・シャーマンの空母群は第38任務部隊を名乗り、11月5日に日本軍の一大拠点ラバウルを爆撃して栗田健男中将率いる強力な日本艦隊に大打撃を与えた（ラバウル空襲）。これを見たハルゼーはダメ押しのラバウル空襲を行うことを決め、太平洋艦隊司令長官チェスター・ニミッツ大将（アナポリス1905年組）に新手の空母任務部隊の派遣を要請した。ニミッツはギルバート諸島方面の戦況をにらみつつ、新手の空母任務部隊を派遣することとし、モントゴメリーの第50.3任務群をラバウルに差し向けることとした。第2回のラバウル空襲は11月11日に行われ、テッド・シャーマンの第38任務部隊はブーゲンビル島北方から、モントゴメリーの第50.3任務群は同島南方から挟み撃ちの格好で艦載機を発進させた。第2回のラバウル空襲は第二水雷戦隊（高間完少将）に打撃を与えて成功した。しかし、第50.3任務群は第三次ブーゲンビル島沖航空戦に遭遇し、反復攻撃を中止してソロモン海域から引き揚げた。第50.3任務群はエスピリトゥサント島を経由して第5艦隊に復帰し、ギルバートの戦場に向かって11月18日から20日にかけてはタラワ攻撃を実施した。モントゴメリーの一連の働きのうち、タラワ攻撃が評価されて海軍殊勲章が授与された。

#### 空母任務群司令官・1944
1944年に入って早々、パウナルは戦いぶりがニミッツや合衆国艦隊司令長官兼海軍作戦部長アーネスト・キング大将（アナポリス1901年組）らに不当に評価されず解任され、後任にはミッチャーが就任して部隊名も第58任務部隊となった。モントゴメリーは第58.2任務群を指揮することとなり、はじめの3か月は1944年1月のクェゼリンの戦いの支援および2月17日のトラック島空襲、2月下旬のマリアナ諸島空襲および3月30日から31日にかけてのパラオ大空襲に参加。このうちトラック島空襲では、指揮下の空母「イントレピッド」（USS Intrepid, CV-11）が日本軍の反撃で魚雷が命中し損傷するという不覚をとった。続く3か月は4月のホーランジアの戦いの支援、5月の南鳥島およびウェーク島への攻撃を経て、6月のサイパンの戦いとマリアナ沖海戦を迎える。6月19日のマリアナ沖海戦では大きな被害は受けなかったとはいえ、至近弾で「バンカー・ヒル」（USS Bunker Hill, CV-9）と「ワスプ」（USS Wasp, CV-18）が損傷した。サイパン島巡る戦いを含むここまでの功績が評価され、モントゴメリーに海軍十字章が授与された。
また、二度目の海軍殊勲章も授与された。
サイパンの戦い後の6月下旬から8月にかけて、ミッチャーの第58任務部隊はグアムの戦い支援とスカベンジャー作戦を含む小笠原諸島攻撃を行う。ところで、サイパンの戦いを通じて第58.4任務群を率いるW・K・ハリル少将は、消化不良の戦いに終始したためミッチャーの不興を買い更迭された。モントゴメリーは7月に第58.2任務群の指揮をラルフ・E・デヴィソン少将と交代し、ハリルの後任として第58.4任務群司令官に転じた。スカベンジャー作戦においてモントゴメリーの第58.4任務群は、第58.1任務群を率いた「ジョッコー」ジョゼフ・J・クラーク少将（アナポリス1918年組）とともに小笠原諸島の日本軍拠点に対して反復攻撃を実施した。8月下旬、スプルーアンスはハルゼーの第3艦隊と交代することとなったが、ミッチャーのポジションについては後任に内定していたマケインのの技量が十分ではなかったため、マケインに第38.1任務群を与えて「研修期間」とし、「研修」が終わるまで引き続き部隊の指揮を執ることとなった。第38任務部隊は8月末から10月下旬にかけて、ミッチャーのもとでパラオおよびフィリピン攻撃、レイテ島の戦い支援とレイテ沖海戦を戦った。部隊は一息ついた10月30日にウルシー環礁に帰投し、ミッチャーは休養に入ってマケインがその職を継承し、マケインが率いていた第38.1任務群はモントゴメリーに委ねられた。
第38.1任務群司令官となったモントゴメリーは引き続きフィリピン攻撃に従事し、12月17日から18日にかけて遭遇したコブラ台風では、台風に遭遇した任務群のうちでは最も南に位置していたものの、「カウペンス」（USS Cowpens, CVL-25）と「モンテレー」（USS Monterey, CVL-26）が損傷する被害を受けた。コブラ台風で散々な被害を受けた第38任務部隊は12月下旬にウルシーに帰投。ここで司令官の交代が行われ、モントゴメリーは第38.1任務群の指揮をラドフォードに譲って部隊から去った。フィリピンをめぐる一連の戦いでの働きぶりも評価され、モントゴメリーに三度目の海軍殊勲章が授与された。

### 後半生
第38任務部隊から離れたモントゴメリーは、1945年1月にサンディエゴの西海岸艦隊航空団指揮官に就任し、要員、部隊、機材その他を前線へ送り出す後方支援の立場から太平洋の戦いを支えることとなった。この任務が評価され、二度目のレジオン・オブ・メリットがモントゴメリーに授与された。7月20日、モントゴメリーは中将に昇進するとともに、ハワイの太平洋航空部隊司令官となった。
第二次世界大戦終結後の1946年9月、モントゴメリーはテッド・シャーマンの後任として第5艦隊司令長官に就任し、揚陸指揮艦アパラチアン（USS Appalachian, AGC-1）を旗艦として将旗を掲げた。1947年1月1日付で第5艦隊が廃止になったあと、7月に新たに編成された第1艦隊の司令長官に横滑りし、8月1日まで戦艦「アイオワ」（USS Iowa, BB-61）を旗艦とした。第1艦隊の職を離れたあとは少将のランクに戻り、北太平洋海域兼アラスカ海域兼第17海軍区司令官となってコディアックに司令部を置いた。1949年から1950年にかけては英領バミューダ諸島に置かれたバミューダ海軍基地司令官を務め、1950年2月からはフロリダ州ジャクソンビルの海軍航空基地司令官となって、1951年7月に中将に名誉昇進の上退役するまでその職を全うした。
モントゴメリーはカリフォルニア州オークランドでアリス・クレア・スミスと結婚し、アリスは一人息子となるブルック・モントゴメリーを産んだ。ブルックは海軍中尉になったが、1956年2月1日に航空機事故で殉職した。それから5年後の1961年12月13日、アルフレッド・ユージン・モントゴメリーはワシントン州ブレマートンの海軍病院において、70歳で亡くなった。